# Margarita Isabel
Margarita Isabel, Margarita Isabel Morales González (Mexikóváros, 1941. július 25. – Cuernavaca, 2017. április 9.) mexikói színésznő.

## Filmográfia

### Mozifilmek
- Los recuerdos del porvenir (1969)
- El juego de Zuzanka (1970)
- Los meses y los días (1973)
- La otra virginidad (1975)
- Oye Salomé! (1978)
- Naufragio (1978)
- Amor libre (1979)
- María de mi corazón (1979)
- Las apariencias engañan (1983)
- Preludio (1983, rövidfilm)
- Chido Guan, el tacos de oro (1986)
- Lo que importa es vivir (1987)
- Con el amor no se juega (1991)
- Danzón (1991)
- Contigo en la distancia (1991, rövidfilm)
- Szeress Mexikóban (Como agua para chocolate) (1992)
- Los años de Greta (1992)
- Más que alcanzar una estrella (1992)
- Tres son peor que una (1992)
- Golpe de suerte (1992)
- Abuelita de Bakman (1993)
- Cronos (1993)
- La ultima batalla (1993)
- Dos crímenes (1994)
- Perfume, efecto inmediato (1994)
- Me tengo que casar/Papá soltero (1995)
- Mujeres insumisas (1995)
- Reencuentros (1997)
- ¡Que vivan los muertos! (1998)
- La mirada de la ausencia (1999, rövidfilm)
- La hija del caníbal (2003)
- Dame tu cuerpo (2003)
- Labios rojos (2011)

### Tv-sorozatok
- Caminemos (1980, három epizódban)
- De par en par (1986)
- Cuna de lobos (1986)
- El pecado de Oyuki (1988, három epizódban)
- Teresa (1989, három epizódban)
- Hora Marcada (1990, egy epizódban)
- Alcanzar una estrella (1990, egy epizódban)
- Valentina (1989, három epizódban)
- Volver a empezar (1994, két epizódban)
- Mujer, casos de la vida real  (1995–2005, négy epizódban)
- Luz Clarita (1996, három epizódban)
- Confidente de secundaria (1996, egy epizódban)
- Alguna vez tendremos alas (1997, négy epizódban)
- ¿Qué nos pasa? (1998, egy epizódban)
- Cuentos para solitarios (1999, egy epizódban)
- Golpe bajo (2000, egy epizódban)
- Amarte es mi pecado (2004, egy epizódban)
- A mostoha (La madrastra) (2005, négy epizódban)
- Mundo de fieras (2006–2007, 109 epizódban)
- Mujeres asesinas (2009, egy epizódban)